# Ерголін

Ерголін

Похідні ерголіну включають в себе різні групи хімічних сполук, структурним скелетом якого є алкалоїд ерголін. Похідні ерголіну використовують клінічно для звуження судин, а також у лікуванні і полегшенні мігрені (використовується з кофеїном) і хвороби Паркінсона. Деякі алкалоїди ерголіну, в споринні грибів втягуються в стан ерготизму, яка викликає судоми і гангренозні симптоми. Інші психоделічні речовини, включаючи ЛСД і в деякі алкалоїди в Argyreia nervosa (Гавайській розі), Ipomoea tricolor і споріднених видів.

## Де використовується
На додаток до природних ергоновінів (використовуються як окситоцини) і ерготаміну (що використовується для боротьби з мігренню) синтетично похідними, що мають важливе значення, є окситоцидний метергін, препарати проти мігрені, дигідроерготамін і метисергид, гидергин (суміш дигідроерготоксину мезилатів, INN: ерголін мезилати) і бромокриптин, що використовуються для численних цілей, включаючи лікування хвороби Паркінсона. Нові синтетичні ерголіни, що використовуються при хворобі Паркінсона, включають перголід і лізурид.
Можливо, найвідомішим похідним ерголіна є психоделічний препарат ЛСД. Ергометрін і ерготамін включені як прекурсори за графіком і в Конвенцію ООН проти незаконного обігу наркотичних засобів і психотропних речовин.
Ерголіни можуть переходити в грудне молоко і не повинні використовуватися під час грудного вигодовування. Вони є підрядниками матки, які можуть збільшити ризик викидня під час вагітності.

## В природі
Алкалоїди ерголіну зустрічаються в нижніх грибах і деяких видах квітучих рослин: мексиканському виду Turbina corymbosa і Ipomoea tricolor з родини Convolvulaceae, відповідно. Основними алкалоїдами в насінні є ергін та його оптичний ізомер, з кількома іншими похідними лізергінової кислоти і клавінами в менших кількостях. Гавайський вид Argyreia nervosa включає аналогічні алкалоїди. Можливо, хоча і не доведено, що ергіне або ізогергін є відповідальними за психоделічні ефекти. Можливе грибне походження алкалоїдів ерголіну також у Convolvulaceae. Подібно алкалоїдам ріжків у деяких рослинах однодольних рослин, алкалоїди ерголіну, знайдені в рослині Ipomoea asarifolia (Convolvulaceae), продукуються ендофітним грибом, що передається насінням.

## Історія
Алкалоїди ерголіну були вперше виділені з ріжків, грибів, які заражають зерно і викликають ерготизм хвороби. Ергот також має довгу історію лікарського застосування, що призвело до спроб хімічно охарактеризувати його діяльність. Це почалося в 1906 році з ізоляції Г. Баргера і Ф. Х. Карра з ерготоксину, оскільки він виявив більше токсичності ріжків, ніж його терапевтичні якості. Ізоляція ерготаміну в 1918 р. Артуром Столлом зробила можливим перше терапевтичне використання ізольованих ерголінових алкалоїдів.
З визначенням основної хімічної структури алкалоїдів ріжків на початку 1930-х рр. почалася ера інтенсивного дослідження синтетичних похідних.

## Похідні ерголіну
Існують 3 основні класи похідних ерголіну, водорозчинні аміди лізергінової кислоти, нерозчинні у воді ергопептини (тобто, ергопептиди) і клавінова група.
| Name         | R1  | R2              | R3     |
| ------------ | --- | --------------- | ------ |
| Ergine       | H   | H               | H      |
| Ergonovine   | H   | CH(CH3)CH2OH    | H      |
| Methergine   | H   | CH(CH2CH3)CH2OH | H      |
| Methysergide | CH3 | CH(CH2CH3)CH2OH | H      |
| LSD          | H   | CH2CH3          | CH2CH3 |

## Інше
Деякі синтетичні похідні ерголіну не легко потрапляють в будь-яку з вищезазначених груп.